# Bułgarscy posłowie do Parlamentu Europejskiego 2009–2014
Bułgarscy posłowie VII kadencji do Parlamentu Europejskiego zostali wybrani w wyborach przeprowadzonych 7 czerwca 2009.

## Lista posłów
Wybrani z listy GERB
- Marija Gabriel
- Andrej Kowaczew
- Monika Panajotowa, poseł do PE od 6 grudnia 2012
- Presław Borisow, poseł do PE od 1 stycznia 2013
- Władimir Uruczew

Wybrani z listy Koalicji na rzecz Bułgarii
- Ilijana Jotowa
- Iwajło Kałfin
- Ewgeni Kiriłow
- Marusja Lubczewa, poseł do PE od 7 czerwca 2013

Wybrani z listy Ruchu na rzecz Praw i Wolności
- Filiz Chjusmenowa
- Metin Kazak
- Władko Panajotow

Wybrani z listy ugrupowania Ataka
- Sławczo Binew
- Dimityr Stojanow

Wybrani z listy Narodowego Ruchu na rzecz Stabilności i Postępu
- Stanimir Iłczew
- Antonija Pyrwanowa

Wybrani z listy Niebieskiej Koalicji
- Nadeżda Nejnski
- Swetosław Malinow, poseł do PE od 1 grudnia 2011, mandat w związku z wejściem w życie traktatu lizbońskiego

Byli posłowie VII kadencji do PE
- Iliana Iwanowa (wybrana z listy GERB), do 31 grudnia 2012, zrzeczenie
- Emił Stojanow (wybrany z listy GERB), do 15 listopada 2012, zrzeczenie
- Kristian Wigenin (wybrany z listy Koalicji dla Bułgarii), do 28 maja 2013, zrzeczenie
- Rumjana Żelewa (wybrana z listy GERB), do 26 lipca 2009, zrzeczenie